# Vitakrisaurus
Vitakrisaurus saraiki
Genre
Espèce
Vitakrisaurus (« lézard Vitakri ») est un genre éteint de petits dinosaures théropodes du clade Ceratosauria (et probablement Abelisauroidea) , vivant dans l'actuel Pakistan au cours du Crétacé supérieur (âge géologique de Maastricht, il y a environ 70 millions d'années). Le type et la seule espèce connue est Vitakrisaurus saraiki.

## Description et découverte
Des fossiles de ce théropode ont été découverts dans les sédiments de la Formation de Pab (membre de Vitakri) et ont la forme d'un membre postérieur partiellement préservé avec des phalanges robustes (articulations des doigts). En général, ils ressemblent aux parties squelettiques des pattes des Noasauridae du genre Velocisaurus, ils peuvent donc également appartenir à cette famille. 
L'holotype porte la désignation catalogue MSM-303-2. Formellement, l'espèce type Vitakrisaurus saraiki a été décrite par le paléontologue et géologue pakistanais Muhammad Sadik Malkani en 2010; Cependant, par certains paléontologues, cette espèce est considérée comme un nom scientifique douteux (nomen dubium).

## Classification
Son descripteur, Muhammad Sadik Malkani, l'a placé parmi les Abelisauroidea,.